# Shad Gaspard
Shad Chad Javier Jesus Roman Chittick Gaspard (New York, 13 januari 1981 - Los Angeles, 17 mei 2020) was een Amerikaans professioneel worstelaar. Hij was actief in het World Wrestling Entertainment (WWE) onder ringnaam Shad (en als zodanig lid van Cryme Tyme).
Op 17 november 2010 kondigde WWE aan dat Shads contract niet verlengd werd.
Hij was te zien in enkele films en televisieseries. Bijvoorbeeld in Think Like a Man Too, Get Hard, The Game (televisieserie) en From Dusk till Dawn: The Series. Ook werd hij door bekende sterren (Britney Spears, Mike Tyson, Puff Daddy) ingehuurd als bodyguard.
Rico Verhoeven was een trainingsmaatje met Gaspard.
Tijdens een zwemtocht, op 17 mei 2020, met zijn zoon van 10 vlak bij zijn huis in Marina del Rey werd hij gegrepen door een golf. Zijn zoon overleefde dat, maar Gaspard werd vermist. Drie dagen later werd zijn lichaam op Venice Beach aangetroffen. Hij werd 39 jaar.

## In worstelen
- Afwerking bewegingen
  - The Recoil

- Kenmerkende bewegingen
  - Running big boot
  - Exploder suplex
  - Military press slam
  - Samoan drop
  - Scoop powerslam
  - Shoulder block
  - Sidewalk slam
  - Snake eyes

- Managers
  - Kenny Bolin
  - Nurse Lulu
  - Mo' Green

## Kampioenschappen en prestaties
- Ohio Valley Wrestling
  - OVW Southern Tag Team Championship (2 keer met JTG)